# سفارة بنغلاديش الشعبية لدى البحرين
سفارة بنغلاديش الشعبية لدى البحرين هي البعثة الدبلوماسية لجمهورية بنغلاديش الشعبية لدى مملكة البحرين، وتقع بالعاصمة المنامة.